# Синегорск (Краснодарский край)
Синегорск — посёлок в Абинском районе Краснодарского края России.
Входит в состав Холмского сельского поселения.

## География
Географическое положение
Расположен в южной части Приазово-Кубанской равнины, в южно-предгорной зоне, на левом берегу реки Хабль в 4 км на юг от административного центра поселения станицы Холмской.
Уличная сеть
| - пер. Садовый, - пер. Транспортный, - пер. Школьный, - ул. Дачная, - ул. Заречная, - ул. Кирпичный завод, - ул. Клиническая, - ул. Лесная, | - ул. Медиков, - ул. Молодёжная, - ул. Новая, - ул. Пасечная, - ул. Подгорная, - ул. Речная, - ул. Садовая. |

Климат
умеренно континентальный, без резких колебаний суточных и месячных температур. Продолжительность периода с температурой выше 0° С достигает 9-10 месяцев, из них половина — 4-5 месяцев — лето. Среднегодовая температура около +11°, постепенно нарастая от 15° в мае до 30° в августе. Годовая сумма осадков достигает 800 мм..

## История
Согласно Закону Краснодарского края от 5 мая 2004 года N № 700-КЗ населённый пункт вошёл в образованное муниципальное образование Холмское сельское поселение.

## Население
| 2002 | 2010 |
| ---- | ---- |
| 856  | ↗964 |

## Инфраструктура
В посёлке расположен лепрозорий.
Образование
- Средняя общеобразовательная школа № 18
- Детский сад № 20